# 華麗なる刑事
『華麗なる刑事』（かれいなるけいじ）は、フジテレビと東宝が制作、1977年にフジテレビ系列で放送された刑事ドラマ。

## 内容
東京の新宿や渋谷などの都心を管轄にもつ『南口署』刑事課に所属する、ロサンゼルス帰りの高村一平（草刈正雄）と、鹿児島出身の九州男児南郷五郎（田中邦衛）。この全くタイプの違う二人が、コンビを組んで事件を解決するアクション刑事ドラマ。

## 放送期間
1977年4月4日 - 11月21日／毎週月曜日 20：00 - 20：54／全32話

## スタッフ
- 企画：中本逸郎(フジテレビ)、田嶋潔（フジテレビ）
- プロデューサー：渡辺毅(東宝)、山本悦夫（東宝）
- 監督：放送リスト参照。
- 脚本：放送リスト参照。
- 音楽：川口真、毛利猛、広瀬奈津夫
- 選曲：山川繁
- ナレーター：中江真司
- 製作協力：国際放映
- 現像：東京現像所
- 協力：三菱自動車、日本航空（第1話）
- ロス撮影協力：立木義浩
- カーアクション：関虎実
- 方言指導：福留幸夫
- 制作：東宝、フジテレビ

## 主な登場人物
（俳優、役名の順）
- 草刈正雄：高村一平 - 24歳～25歳独身、アメリカ・ロサンゼルス市警での研修を経て南口署にやって来た刑事。通称「ロス」。甘いマスクに運動能力抜群かつ語学堪能、できない事はほとんど無いスーパー刑事だが、人を信じる優しい心が弱点となり裏目に出ることがある。使用銃はS&W M29 6.5インチ。
- 田中邦衛：南郷五郎 - 44歳独身、志布志市出身。鹿児島県警から警視庁に転属、南口署にやって来た刑事。通称「ゴローさん」。ライフルの名手でありメキシコオリンピックにはライフル射撃日本代表として出場するはずだったほどの腕前を持つ。子供の頃から薩摩焼酎を飲んで育った酒豪。飼っているオウム・太郎の世話が大好きな心優しい熱血漢。強めの鹿児島弁なまりがトレードマーク。
- 檀ふみ：青井空 - 22歳～23歳独身、青森から南口署少年係に配属されてきた巡査。署内のマスコット的存在。
- 沢たまき：園山雅子[1] - 巡査部長。南口署の生き字引、過去の事件を非常によく記憶している。南口署全体の姐御的存在でもあり、署長・課長もこの人には弱い。出向してきた本庁の刑事にも物申す度胸を持ち合わせた頼りがいのある人物。
- 佐野浅夫：上条安雄 - 51歳～52歳、南口署刑事課長。高村・南郷の上司。東大出のエリートであり、同期で常にライバルであった北口署の神来に対しては対抗意識が強い。非常に口うるさく「このスカタンどもが!」が口癖であるが、基本的には部下たちを信用している。暇なときには高村らとチェスに興じたりもする。
- 新克利：田島大作 - 南口署のベテラン格の刑事だが、ゴローよりも年下。気さくな人柄で皆から「大作さん」と親しまれている。マンガ好き。
- 加納竜：真田健太郎[1] - 南口署の若手刑事、通称「ぼうや」。威勢の良い発言をするが実際の捜査ではまだミスが多い刑事課最年少。
- 安田憲史：林刑事 - 南口署捜査課の同僚。
- 萩原伸二：西沢刑事 - 南口署捜査課の同僚。
- 大塚悦子： - 南口署婦警。青井空の同僚。高村・南郷が乱闘等で負傷して署に戻ってきた歳にはクスリを塗る・包帯を巻くなど治療する機会が多数。実生活ではのちに草刈正雄夫人となった。
- 永田裕子： - 南口署婦警。
- 山本恵子： - 南口署婦警（第4話まで）。
- 青木卓：内山 - 南口署刑事課鑑識係。

### セミレギュラー
（俳優、役名の順）
- 有島一郎：遠山金策 - 61歳、南口署の署長。部下たち（特に高村・南郷）のいかなる行動も広い心で見守り飄々とした発言が多いが、表情には動揺が表れてしまう憎めない人物像で描かれている。
- 梶芽衣子：三杉理恵 - 城西署の女刑事。第23・25・29・31・32話に登場し、高村・南郷とともに事件を追う。
- 岸田森：神来(じんらい) - ライバルであり何かと敵対する「北口署」の署長。南口署を嫌悪している。
- 中井啓輔：瀬川 - 北口署の刑事で、神来の小判鮫。神来と同じく南口署を強く敵視している
- 畠山麦：山口 - 北口署刑事。
- 加藤茂雄： - 南口署ベテラン署員。

## ゲスト
| 回 | サブタイトル                 | ゲスト                                                                                        |
| -- | ---------------------------- | --------------------------------------------------------------------------------------------- |
| 1  | 月曜日には紅いバラを         | 中山麻里、根岸明美、小林重四郎、東条貴誉嗣、小林英樹、森下明                                  |
| 2  | 男のバラード                 | 長塚京三、奈美悦子、嵯峨善兵 、佐竹一男、 高木真二、山本廉、岩城和男、山本武、幸田宗丸        |
| 3  | 人質交換                     | 竜崎勝、上村香子、勝部演之、中川明、 みやけみつる、阪脩、井上和行、大久保実                   |
| 4  | 標的は俺だ                   | 三ツ木清隆、田中明夫、上田耕一、江見俊太郎、城山順子、野口元夫                                |
| 5  | 10カウントゴングを鳴らすな   | 峰岸徹、徳永れい子、黒部進、田口計、新海丈夫                                                  |
| 6  | ピアニストの罠               | 夏純子、沖田駿一、畠山麦、影山英俊、森みどり                                                  |
| 7  | 銃弾の男よ、妹の声を聞け     | 松平健、結城しのぶ、上野山功一、弘松三郎、矢野間啓二                                          |
| 8  | エース・ストライカーを撃つな | 佐久間宏則、河原崎長一郎、大浜詩郎、深田ミミ                                                  |
| 9  | 少年たちの暴発               | 池田秀一、新海百合子、今井健二、頭師佳孝、榎木兵衛、北川陽一郎                                |
| 10 | 郷里の唄が聞こえるか         | 火野正平、関谷ますみ、片岡五郎、幾野通子、丘ゆり子                                            |
| 11 | たった一人の斗い             | 中村竹弥、成瀬昌彦、志摩みずえ、中田博久、灰地順                                              |
| 12 | 母と子と刑事                 | 新藤恵美、田中浩、川地民夫、池田誠二                                                          |
| 13 | 撃つべきだったか?            | 三条美紀、山西道広、三景啓司、市原清彦、 嶋めぐみ、相原巨典、信沢三重子                       |
| 14 | 雨の月曜日                   | 篠ひろ子、松田洋治、殿山泰司、稲葉義男、 稲吉靖司、谷本一、梨沙ゆり                           |
| 15 | 暴走! 父ちゃんのダンプ       | 宍戸錠、文野朋子、近藤宏、清水昭博、大前均                                                    |
| 16 | 孤独な恋人たち               | 柴俊夫、秋野暢子、絵沢萠子、山本昌平                                                          |
| 17 | オームと少女と刑事さん       | 根岸季衣、谷岡弘規、川合伸旺、片桐竜次、 吉田豊明、瞳麗子、相川圭子                           |
| 18 | 香港から来た刑事             | 夏八木勲、ナンシー美紀、椎谷建治、町田祥子                                                    |
| 19 | ロックンローラーは狼の匂い   | 佐野厚子、梅津栄、富川澈夫、滝沢双、秋山めぐみ、中村リカ子                                    |
| 20 | 黒衣の女                     | 江波杏子、池田鴻、村松克巳、大下哲矢、九重ひろ子                                              |
| 21 | 真夏の夜の迷探偵             | ホーン・ユキ、浅野真弓、山口あきら、 芹沢由美、八名信夫、世樹まゆ子、坂田金太郎               |
| 22 | 嘘つき幸ちゃんの憧れ         | 斎藤こずえ、野瀬哲男、内田勝正、中真千子、 堀礼文、人見ゆかり、池田生二、小坂生男             |
| 23 | 女豹走る!                    | 村井国夫、山口嘉三、上野綾子、小笠原弘、堀勉、中村竜三郎                                      |
| 24 | 恐怖のドライブ・イン         | 小原秀明、水谷邦久、福田豊土、辻萬長、伊豆肇、畠山麦、梓ようこ                                |
| 25 | さびた手錠                   | 地井武男、多田幸男、皆川妙子、森幹太、武藤英司                                                |
| 26 | 弟よ・・・・                 | 夏樹陽子、千葉裕、久富惟晴、中庸介、 清水宏、大村千吉、藤井つとむ、新藤幸                     |
| 27 | 深夜放送殺人事件             | 榊原るみ、大野富久代、北条清嗣、小沢忠臣、本田博太郎、福岡正剛                                |
| 28 | 明日のない男                 | 尾藤イサオ、松平純子、深江章喜、江角英明、井上博一、兼松隆                                    |
| 29 | 女豹射つ!                    | 西沢利明、蟹江敬三、堺左千夫、久米冬太、川代家継、井上和行                                    |
| 30 | さらば英雄                   | 南条弘二、倉石功、梅田智美、丹古母鬼馬二、山本昌平、十時じゅん                                |
| 31 | 拳銃の報酬                   | 風吹ジュン、鹿野浩四郎、岡部健、榎木兵衛、 野呂圭介、津田亜矢子、神山寛、徳弘夏生、松村彦次郎 |
| 32 | 1000万人の人質               | 木村理恵、長谷川弘、森大河、小倉雄三、神有介                                                  |

## 主題歌
- オープニングテーマ「華麗なる刑事のメイン・テーマ 風のようなあいつ」（テーマ作曲：川口真）
- エンディングテーマ「センチメンタル・シティー」（作詞：藤公之介 作曲・編曲：川口真 歌：草刈正雄、発売元：東宝レコード）

## 放送リスト
| 回 | サブタイトル                 | 脚本                | 監督       |
| -- | ---------------------------- | ------------------- | ---------- |
| 1  | 月曜日には紅いバラを         | 佐藤繁子            | 児玉進     |
| 2  | 男のバラード                 | 鴨井達比古          | 松森健     |
| 3  | 人質交換                     | 鴨井達比古          | 松森健     |
| 4  | 標的は俺だ                   | 佐藤繁子            | 児玉進     |
| 5  | 10カウントゴングを鳴らすな   | 鴨井達比古          | 松森健     |
| 6  | ピアニストの罠               | 鴨井達比古          | 松森健     |
| 7  | 銃弾の男よ、妹の声を聞け     | 掛札昌裕            | 日高武治   |
| 8  | エース・ストライカーを撃つな | 上条逸雄            | 児玉進     |
| 9  | 少年たちの暴発               | 田波靖男            | 松森健     |
| 10 | 郷里の唄が聞こえるか         | 佐藤繁子            | 高瀬昌弘   |
| 11 | たった一人の斗い             | 長野洋              | 児玉進     |
| 12 | 母と子と刑事                 | 鴨井達比古          | 松森健     |
| 13 | 撃つべきだったか?            | 石田勝心 安西あゆ子 | 石田勝心   |
| 14 | 雨の月曜日                   | 佐藤繁子            | 児玉進     |
| 15 | 暴走! 父ちゃんのダンプ       | 笠原和夫            | 児玉進     |
| 16 | 孤独な恋人たち               | 宮川一郎            | 高瀬昌弘   |
| 17 | オームと少女と刑事さん       | 岡部俊夫            | 高瀬昌弘   |
| 18 | 香港から来た刑事             | 鴨井達比古          | 松森健     |
| 19 | ロックンローラーは狼の匂い   | 沖守彦              | 松森健     |
| 20 | 黒衣の女                     | 佐藤繁子            | 児玉進     |
| 21 | 真夏の夜の迷探偵             | 加瀬高之            | 児玉進     |
| 22 | 嘘つき幸ちゃんの憧れ         | 松島利昭            | 長谷部安春 |
| 23 | 女豹走る!                    | 鴨井達比古          | 長谷部安春 |
| 24 | 恐怖のドライブ・イン         | 長野洋 松島利昭     | 児玉進     |
| 25 | さびた手錠                   | 佐藤繁子            | 児玉進     |
| 26 | 弟よ・・・・                 | 鴨井達比古          | 児玉進     |
| 27 | 深夜放送殺人事件             | 高田純              | 鈴木英夫   |
| 28 | 明日のない男                 | 播磨幸治            | 松森健     |
| 29 | 女豹射つ!                    | 田波靖男            | 鈴木英夫   |
| 30 | さらば英雄                   | 佐藤繁子            | 日高武治   |
| 31 | 拳銃の報酬                   | 佐藤繁子            | 児玉進     |
| 32 | 1000万人の人質               | 佐藤繁子            | 児玉進     |

## ビデオソフト
- DVDはキングレコードから全32話を8巻に分けて1巻づつリリースした[2]。

## その他
- 高村の役作りにおいては、映画『ダーティハリー』からの影響が色濃く愛銃も同じS&W M29（44マグナム）であった。当時最強のハンドガンと言われたM29は撃った際のリコイル（反動）が非常に強いことで知られており、劇中でもリアリティを出すため、草刈は撮影時にアメリカに渡り、実銃の射撃を体験している[3]。
- 高村はロサンゼルス市警での研修を受けてきた設定であるため折々にアメリカ的なセンスが表れるのだがその一つとしてハンバーガーを食べるシーンが出てくる。これには江崎グリコが当時展開していたハンバーガーショップ「グリコア」が使用され、グリコア実店舗での飲食シーンもあった（第19話）。
- 第19話冒頭ではカラオケスナックにて高村（草刈）が歌うシーンがあり、実際に草刈自ら歌っていた主題歌「センチメンタル・シティ」を熱唱し、第21話では真田刑事（加納竜）が捜査で訪れたバーにて「何か歌って」とせがまれ、加納本人の持ち歌である「エロスの海」を熱唱するシーンがある。
- 三菱自動車の車輛協力により、高村（草刈正雄）は赤いギャランラムダΛ、南郷（田中邦衛）は白のランサーセレステを使用している。高村の赤いラムダは一話では赤いボディに白のラインが入っているが、そのあとラインなしもある。ラムダのナンバーは品○せ4256と品○た3259がある。南郷のセレステのナンバーは品○57た3258であった。

## 放映ネット局
- フジテレビ
- 北海道文化放送
- 青森放送（放送当時NTV系列・テレビ朝日系列クロスネット局、遅れネット）
- IBC岩手放送（TBS系列、遅れネット）
- 仙台放送
- 秋田テレビ
- 山形テレビ（放送当時フジテレビ系列）
- 福島テレビ※（放送当時当時TBS系列とのクロスネット局、本来の放送日時にTBSのナショナル劇場を放送していたため遅れネットで放送）
- NST新潟総合テレビ（放送当時NTV系列およびテレビ朝日系列との3局クロスネット局、遅れネット）
- 富山テレビ放送
- 石川テレビ放送
- 福井テレビジョン放送
- 山梨放送（NTV系列、遅れネット）
- 長野放送
- テレビ静岡
- 東海テレビ放送
- 関西テレビ放送
- 山陰中央テレビジョン放送
- 岡山放送※（放映当時テレビ朝日系列とのクロスネット局、遅れネット）
- テレビ新広島
- テレビ山口（放送当時当時TBS系列・テレビ朝日系列との3局クロスネット局、本来の放送日時にテレビ朝日のワールドプロレスリングを遅れネットで放送したため遅れネットで放送）
- テレビ愛媛
- 高知放送（NTV系列、月曜22：00から遅れネットで放送）
- テレビ西日本
- サガテレビ
- テレビ長崎（放映当時NTV系列とのクロスネット局）
- テレビ熊本（放映当時NTV系列とテレビ朝日系列との3局クロスネット局）
- テレビ大分（放映当時NTV系列とテレビ朝日系列との3局クロスネット局、本来の放送日時にNTVの紅白歌のベストテンを放送していたため遅れネットで放送）
- テレビ宮崎（NTV系列とテレビ朝日系列との3局クロスネット局）
- 鹿児島テレビ放送※（放映当時NTV系列とテレビ朝日系列との3局クロスネット、テレビ山口と同じ事情で遅れネットで放送）
- 沖縄テレビ放送

## 前後番組
| フジテレビ系 月曜20時台 | フジテレビ系 月曜20時台 | フジテレビ系 月曜20時台 |
| 前番組                  | 番組名                  | 次番組                  |
| ----------------------- | ----------------------- | ----------------------- |
| 刑事物語・星空に撃て!   | 華麗なる刑事            | 兄弟刑事                |